# Kuljače
Kuljače (in cirillico: Куљаче), in italiano desueto Cugliazze, è un villaggio sparso del Montenegro, nel comune di Budua.

## Storia
Dopo la caduta dell'Impero romano la Dalmazia meridionale, dal Narenta al Drin, passò sotto dominio bizantino.

Tra il 614 e il 615 iniziò l'orda àvaro-slava che raggiunse la costa della Dalmazia. La Doclea venne invasa dalle tribù slave, sia Croate che Serbe, le quali si andarono a mescolare con Illiri, Romani, Albanesi e Valacchi. L'imperatore Eraclio chiese aiuto contro di loro ai Serbi bianchi della Lusazia che nell'anno 630 occuparono le terre invase dagli Avari, liberandole. Come ricompensa, Eraclio permise ai Serbi di instaurare principati autonomi governati da un principe (in serbo-croato župan, жупан), comunque, sotto la sovranità bizantina.

L'attuale territorio di Cugliazze fece quindi parte della Doclea (a differenza della vicina Budua parte del thema Dalmatia), poi divenuto vassallo del Gran principato di Rascia.

La Doclea venne poi annessa al Principato di Serbia per mano di Časlav Klonimirović. Morto Časlav nel 960 passò in mano bizantina fino al 976 nel Catepanato di Ras.

Attorno al 990 salì al trono della Doclea Jovan Vladimir, il quale dopo pochi anni, nel 998, subì l'invasione bulgara da parte dello zar Samuele e venendone da esso messo in prigionia dopo la sua cattura; durante la prigionia conobbe Kossara, figlia dello Zar, la quale gli venne data in moglie; a seguito di questo evento a Jovan Vladimir venne consentito di tornare in Doclea e regnarvi come vassallo dello Zar.
Dopo la sconfitta dello Zar Samuele nel 1014 da parte di Basilio II, si susseguirono sul trono bulgaro prima Gavril Radomir e poi Ivan Vladislav il quale tradì e fece assassinare Jovan Vladimir nel 1016; a Vladimir succedette lo zio Dragomir.

Nel 1018 l'impero bulgaro cessò di esistere per mano di Basilio II, che si guadagnò in tal modo l'appellativo di "Bulgaroctono" (massacratore di bulgari).
Tornata in mano bizantina, la Doclea si emancipò ben presto dal gioco imperiale grazie a Vojislav, figlio di Dragomir, prima vassallo dei Bizantini dai quali fu insignito del titolo di Stefano (l'incoronato) e poi loro nemico; dal 1042 la Doclea divenne quindi un regno autonomo. Morto Vojislav, gli succedette il figlio Mihailo che ben presto rinnovò la fedeltà a Bisanzio.

La Doclea nel 1055 si trovò nel bel mezzo dello scisma d’Oriente, con Mihailo che si dichiarò fedele al Papato. Mihailo nel 1071 interruppe le relazioni con Bisanzio e nel 1072 inviò il figlio Costantino Bodin a combattere a fianco dei ribelli Macedoni contro l'Impero per liberare la Bulgaria. Dopo le prime vittorie contro i Bizantini, Bodin ne venne da essi in seguito catturato e poi liberato nel 1074 dopo una tregua.

Successo al padre nel 1081, Bodin ampliò la sfera d'influenza della Doclea alla Bosnia e alla Rascia.

Dal 1085, con la riconquista di Ragusa e del thema Dyrrachion da parte di bizantini, iniziò il declino della Doclea il quale accelerò col la morte nel 1101 di Bodin; le successive lotte dinastiche indebolirono la Doclea riducendola a un principato dipendente da Bisanzio e perdendo pian piano parte del suo territorio a favore della Rascia, e da essa alla fine completamente assorbita.
Nel 1186 Stefano Nemanja annesse tutta la Doclea, sconfiggendone l'ultimo principe, la quale passò poi al Regno di Serbia ed in seguito all'Impero serbo.

A seguito della dissoluzione dell'Impero serbo dal 1356 divenne parte del Principato di Zeta.
Nel 1405 Dulcigno, Budua ed Antivari si sottomisero a Venezia, la quale esercitò il suo potere in modo definitivo dal 1420 su questa parte della Dalmazia, chiamata poi Albania Veneta.
Caduta la Serenissima, con la Pace di Presburgo seguì il destino degli ex possedimenti veneziani entrando per un breve periodo nel Regno d’Italia napoleonico. 
Col Trattato di Schönbrunn del 1809 entrò a far parte delle Province Illiriche per entrare poi in mano austriaca col Congresso di Vienna nel 1815 nel Regno di Dalmazia come comune autonomo e poi come frazione del comune di Pastrovicchio.
Dopo la prima guerra mondiale, non facendo parte dei territori della Dalmazia citati nel Patto di Londra, entrò a far parte del neo costituito Regno dei Serbi, Croati e Sloveni.
Tra il 1941 e il 1944 fece parte del Regno del Montenegro.
Dopo la seconda guerra mondiale fece parte della Repubblica Socialista Federale di Jugoslavia; dal 2006 fa parte del Montenegro.